# Begonia aeranthos
Espèce
Synonymes
- Begonia grandibracteolata Irmsch.[1]

Statut de conservation UICN

 EN B1ab(iii) : En danger
Begonia aeranthos est une espèce de plantes de la famille des Begoniaceae.
Ce bégonia est endémique d'Équateur. L'espèce fait partie de la section Wageneria ; elle a été décrite en 1950 par les botanistes Lyman Bradford Smith (1904-1997) et Bernice Giduz Schubert (1913-2000). L'épithète spécifique, aeranthos, signifie « fleur de l'air ».
Cette espèce rare pousse dans les forêts des basses Andes, entre 1,370 m et 1,670 m d'altitude. Elle est menacée et considérée comme en danger par l'Union internationale pour la conservation de la nature (UICN).